# Wulfesknapp / Krähenbrink
Koordinaten: 51° 39′ 33″ N, 8° 10′ 47″ O

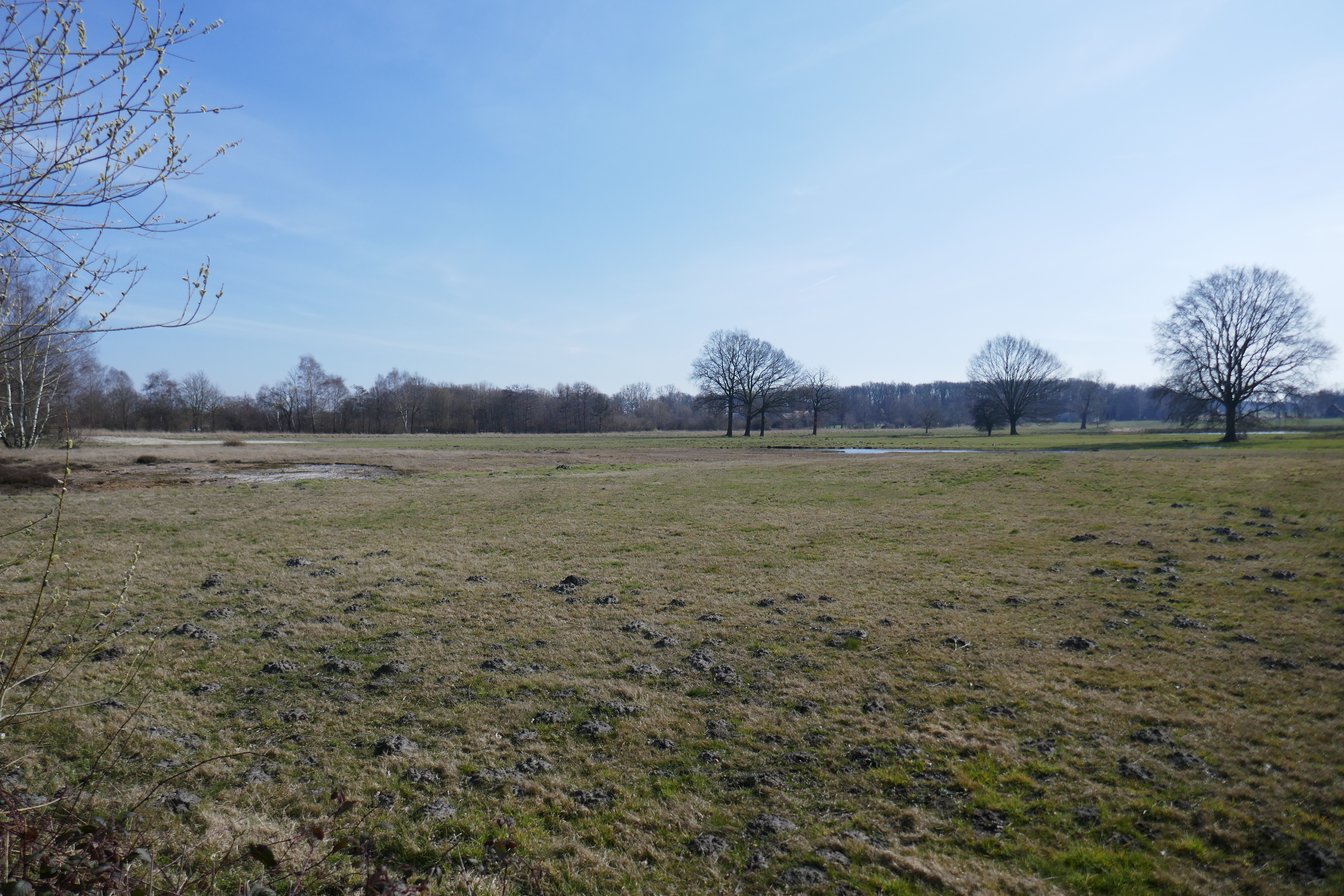
Wulfesknapp

Das Naturschutzgebiet Wulfesknapp / Krähenbrink liegt auf dem Gebiet der Gemeinde Lippetal im Kreis Soest in Nordrhein-Westfalen. Das Gebiet erstreckt sich östlich von Hovestadt in der Schoneberger Heide zwischen Lippe und  Postweg (L 636). Unweit östlich verläuft die Gemeindegrenze von Lippstadt, Ortsteil Eickelborn.

## Bedeutung
Für Lippetal ist seit 2002 das 54,00 ha große Gebiet unter der Schlüsselnummer SO-078 als Naturschutzgebiet ausgewiesen.